# أم شجرة
أم شجرة هي إحدى أكبر قرى ولاية القضارف وتقع في الشمال الشرقي للمدينة على بعد سبعة كيلو مترات من وسط المدينة ويرجع أصل السكان إلى قبيلة البوادرة التي ينحدر أصلها من سلالة الصحابي جعفر بن أبي طالب المكنى بالطيار وجدتهم السيدة زينب بنت الإمام علي بن أبي طالب شقيقة الحسن والحسين السبطين. يسكن البوادرة في أرض البطانة وأصل كنية البوادرة إلى مبادرتهم في سكن منطقة البطانة وهذا يعني أنهم أول من قطن المنطقة وهناك شواهد ودلالات على ذلك منها الآثار الموجودة الآن على البطانة التي تثبت ذلك على سبيل المثال وليس الحصر الجبال التي يطلق عليها أسماء مكوك البوادرة منها جبل ود دواء الساكن الهواء كما يحلو لأهل المنطقة أن يسموه وأيضا جبل ودمادا الذي لم يدخر قوت في بيته أثناء المجاعة التي ضربت المنطقة سنة ستة كما تعرف وتعتبر ام شجرة مركزية القبيلة التي لا تحدها حدود، وهي نظارتهم وجبل ود عناف في منطقة الهشيب.
ملحوظة : البطانة ملك لقبيلة الشكرية 
بشهادات من مملكة سنار او السلطنة الزرقاء 